# Intermetalická fáze

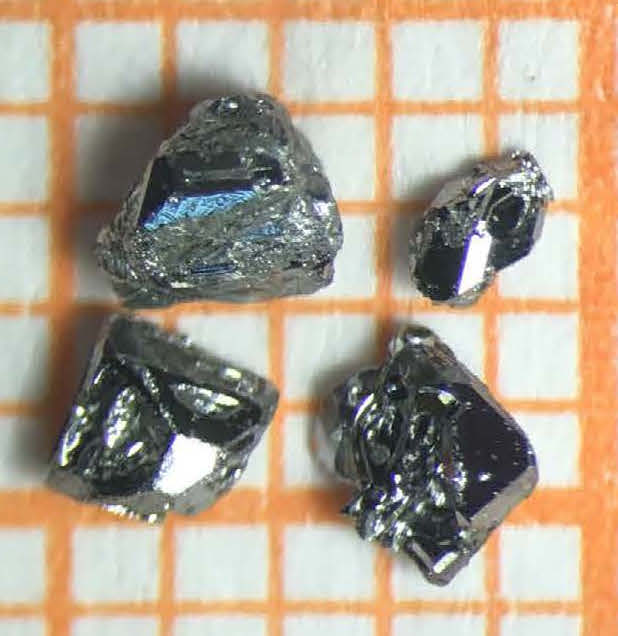
Cr_{11}Ge_{19}

Intermetalická fáze je homogenní substance sestávající ze dvou nebo více kovů. Na rozdíl od intermetalické sloučeniny nemá intermetalická fáze pevně daný stechiometrický poměr komponent. Jako fázová tolerance jsou označovány poměry mezi jednotlivými komponenty intermetalické fáze, ve kterých se obsah jednotlivých kovů pohybuje. Například se vyskytuje ε-AgCd3 s obsahem kadmia 70–82 %.
Struktura a typ atomové mřížky intermetalické fáze se často značně odlišuje od původní struktury zúčastněných kovů. Důvodem je existence různých chemických vazeb (kovová, iontová, kovalentní, atd.) v intermetalické fázi. Tyto látky mají zpravidla technicky zajímavé vlastnosti jako pevnost, magnetické vlastnosti, stabilitu za vysokých teplot, supravodivost, atd. Na druhé straně jsou většinou těžko opracovatelné a křehké. Je možno je zařadit mezi kovové slitiny a keramické materiály.
Intermetalické fáze jsou vyráběny jednak technologií práškové metalurgie nebo konvenčním tavicím procesem. Jejich výroba a zpracování jsou však značně obtížné.

## Příklady
- SmCo5 – materiál na výrobu silných magnetů
- Nb3Sn, Nb3Ti – supravodiče
- Ni3Al, TiCr2, TaFeAl, Mg2Si – materiály odolávající vysokým teplotám